# Elisabeth Schwarzkopf
Elisabeth Schwarzkopf, född 9 december 1915 i Jarotschin, Preussen, Tyskland (nuv. Jarocin i nuv. Polen), död 3 augusti 2006 i Schruns, Vorarlberg, Österrike, var en tysk-österrikisk lyrisk sopran. 
Schwarzkopf var en av 1900-talets mest bemärkta operasångerskor. Hon hade ett mycket karaktäristiskt kultiverat sätt att sjunga, och förknippas särskilt med Mozart och Richard Strauss. Hennes paradroller var Grevinnan i Mozarts opera Figaros bröllop och Fältmarskalkinnan i Richard Strauss Rosenkavaljeren. På 50- och 60-talen gästspelade hon ibland på Stockholmsoperan i dessa sina paradroller. Elisabeth Schwarzkopf var under senare delen av sitt liv bosatt i Schweiz. Hon tilldelades medaljen Litteris et Artibus 1966.

## Utmärkelser
- Pour le Mérite för vetenskap och konst
- Kommendör av Arts et Lettres-orden
- Pour le Mérite
- Dame Commander av Brittiska imperieorden
- Förbundsrepubliken Tysklands förtjänstorden - stora kommendörskorset
- Dannebrogorden

[Redigera Wikidata]